# HD 210702 b
HD 210702 b는 페가수스자리 방향으로 지구로부터 약 182광년 떨어진 곳에 있는 항성 HD 210702을 도는 외계 행성이다. 이 행성과 HD 175541 b, HD 192699 b 셋은 중간 정도 질량의 항성 주변에서 발견된 대표적인 외계 행성들이다. 2007년 4월 존슨 연구진이 발견했다. b의 최소 질량은 목성의 두 배이며 항성으로부터 1.17 천문단위 떨어져 있고, 341.1일에 항성을 1회 돈다.
이처럼 중간 정도 질량의 준거성이 행성을 거느리고 있음을 발견함에 따라, A형 항성 주변에서 행성 이동이 어떻게 일어나는지와 행성이 어떻게 생겨나는지에 대한 증거를 확보할 수 있게 되었다.

## 같이 보기
- HD 175541 b
- HD 192699 b

## 참고 문헌
- (영어) 존슨 연구진 (2007년 4월). “Three exoplanets orbiting intermediate-mass subgiants”. 《The Astrophysical Journal》 665: 31. doi:10.1086/519677.
- (영어) “HR 8461”. 《http://webviz.u-strasbg.fr/》. |웹사이트=에 외부 링크가 있음 (도움말)